# Ron Atkinson
Ronald Frederick "Ron" Atkinson, född 18 mars 1939 i Liverpool, är en engelsk före detta fotbollsspelare och fotbollstränare. Han tränade bland annat Manchester United (1981–1986).